# Attaque de drones contre l'académie militaire de Homs
Guerre civile syrienne
Batailles
L'attaque de drones contre l'académie militaire de Homs a lieu le 5 octobre 2023 lors de la guerre civile syrienne. L'attaque, non revendiquée, est effectuée contre une cérémonie de remise des diplômes à des officiers de l'académie militaire de Homs et fait 129 morts et près de 150 blessés. 

## Déroulement
Le 5 octobre 2023, une attaque de drones vise une cérémonie de promotion d'officiers à l'académie militaire de Homs. Selon l'armée syrienne, l'attaque est menée « à l'aide de drones chargés d'explosifs », certaines sources font état de huit engins volant utilisés,. Selon le journaliste français Wassim Nasr, les drones sont « probablement [...] partis de la badiya de Homs » et non de la poche d'Idleb tenue par l'opposition. 
L'attaque n'est pas revendiquée. D'après le journaliste Wassim Nasr, elle est cependant le fait d'Hayat Tahrir al-Cham.
En représailles, l'armée syrienne effectue le même jour plusieurs bombardements dans la région d'Idleb. L'OSDH fait état d'au moins huit civils tués et 30 blessés. Les Casques blancs parlent quant à eux de 46 civils tués (dont neuf femmes et 13 enfants) et 213 blessés (dont 41 femmes et 69 enfants) dans des bombardements russes et syriens sur les gouvernorats d'Alep et d'Idleb entre le 4 et le 8 octobre 2023. 

## Bilan humain
Selon l'Observatoire syrien des droits de l'homme (OSDH), l'attaque fait au moins 129 morts, dont 56 civils (parmi lesquels, 39 femmes et enfants), ainsi que 150 blessés. 
Le ministre syrien de la Santé, Hassan al-Ghobash (en), annonce quant à lui à la télévision un bilan « préliminaire » de 80 morts, « dont six femmes et six enfants », et environ 240 blessés. Il revoit par la suite son bilan à la hausse pour faire état de 89 morts (dont 31 femmes et cinq enfants) et 277 blessés. 
Au moins deux généraux de brigade de l'armée syrienne (Haider Ali Kannūj et Bassem Ibrahim Hallaq) sont morts lors de l'attaque,. 